# Dzilam González
Dzilam González är en kommunhuvudort i Mexiko.   Den ligger i kommunen Dzilam González och delstaten Yucatán, i den östra delen av landet, 1 100 km öster om huvudstaden Mexico City. Dzilam González ligger 6 meter över havet och antalet invånare är 5 941.
Terrängen runt Dzilam González är mycket platt. Runt Dzilam González är det glesbefolkat, med 16 invånare per kvadratkilometer. Närmaste större samhälle är Dzidzantun, 12,2 km väster om Dzilam González. Trakten runt Dzilam González består till största delen av jordbruksmark.